# ドブルィニャ・ニキーティチ

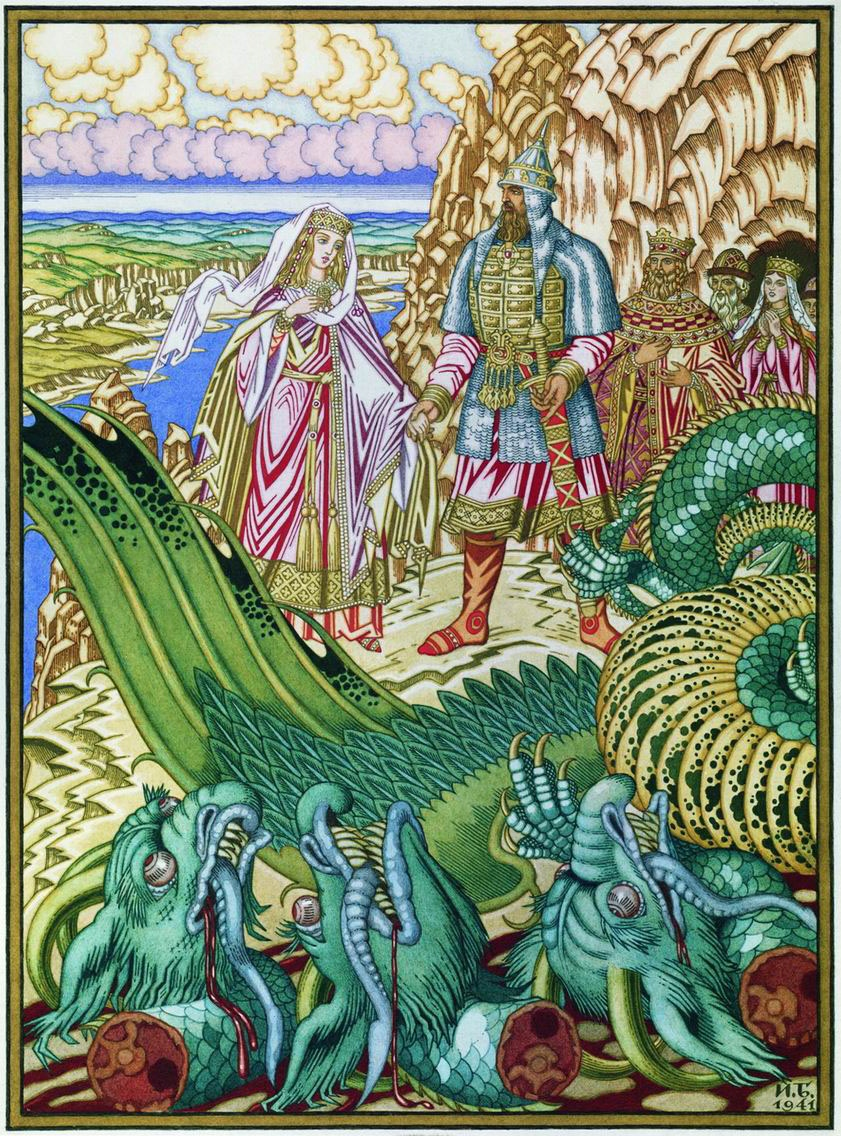
ザバーヴァ姫をズメイ・ゴルィニチから救うドブルィニャ・ニキーティチ

ドブルィニャ・ニキーティチ（ロシア語: Добрыня Никитич, ウクライナ語: Добриня Микитич）は、ロシア・ウクライナの伝承の登場人物。口承叙事詩ブィリーナに登場する勇士（ボガトィリ）の中でも最も有名な者の一人である。架空の人物ではあるが、キエフ大公スヴャトスラフ1世の軍を率い、スヴャトスラフ1世の息子ウラジーミル1世を教育した実在の軍司令官ドブルィニャがモデルではないかといわれている。
数多くのブィリーナが、ウラジーミル王子から与えられた役目を果たすドブルィニャを中心としている。ドブルィニャはしばしば王家に近い存在として描かれ、機密任務・外交任務を引き受けている。廷臣として、ドブルィニャは戦士たちの貴族階級を代表する者のようである。彼は優れた弓術家、泳術家、体術家でもある。グースリやタフルを嗜み、礼儀正しさや抜け目のなさでも知られていた。

## ブィリーナ
ドブルィニャ・ニキーティチが登場する代表的なブィリーナとして、「ドブルィニャとズメイ（竜、大蛇）」、「ドブルィニャとナスターシア」、「ドブルィニャとアリョーシャ」、「ドブルィニャとマリンカ」、「ドブルィニャとワシーリイ」などがある。

### ブィリーナの分類
ブィリーナは口承叙事詩であるため、語り手や採録時期によって多数のヴァリアント（異文、異伝）が存在する。ロシアの文献学者セルゲイ・アズベレフによると、英雄的なブィリーナの筋（シュジェート）は53種類に分類でき、ドブルィニャ・ニキーティチはそのうち6種（アズベレフが編纂したインデックスの14番から19番）でメインキャラクターとなっている。（以下、先頭の数字および丸括弧内のロシア語表記はアズベレフのインデックスに基づく。）
- 14. ドブルィニャ・ニキーティチとイリヤー・ムーロメツの決闘 (Поединок Добрыни Никитича с Ильей Муромцем)
- 15. ドブルィニャ・ニキーティチとズメイ (Добрыня Никитич и Змей) - 大多数のヴァリアントでは、ドブルィニャはズメイと戦うだけでなく、ウラジーミル王子の姪ザバーヴァ・プチャチーチナを囚われの身から解放する。
- 16. ドブルィニャ・ニキーティチとマリンカ[表記 2] (Добрыня Никитич и Маринка) - 「マリンカ」は「マリーナ」(ru:Марина)[7][8][9]とも。
- 17. ドブルィニャ・ニキーティチとナスターシア（ロシア語版） (Добрыня Никитич и Настасья)
- 18. ドブルィニャ・ニキーティチとアリョーシャ・ポポーヴィチ（英語版） (Добрмня Никитич и Алеша Нонович)
- 19. ドブルィニャ・ニキーティチとワシーリイ・カジミロヴィチ（ロシア語版）[表記 3] (Добрыня Никитич и Василий Казимирович)

ドブルィニャ・ニキーティチは、ドゥナイ・イワーノヴィチに関するブィリーナ（アズベレフ編纂のインデックスの23番・24番）でも重要な役回りを演じている。
- 23. ドゥナイ・イワーノヴィチとドブルィニャ・ニキーティチの決闘 (Поединок Дуная Ивановича с Добрыней Никитичем)
- 24. ドゥナイ・イワーノヴィチ—仲人 (Дунай Иванович — сват) - ドゥナイとドブルィニャがウラジーミル王子の花嫁を求めに行く。

筋の中には、異なる語り手から採録された別々のヴァリアントの数が数十にも上るものもある（特に人気があったのは15番・18番・19番・24番、逆に16番・17番の採録数は少ない）。

### ドブルィニャとズメイ

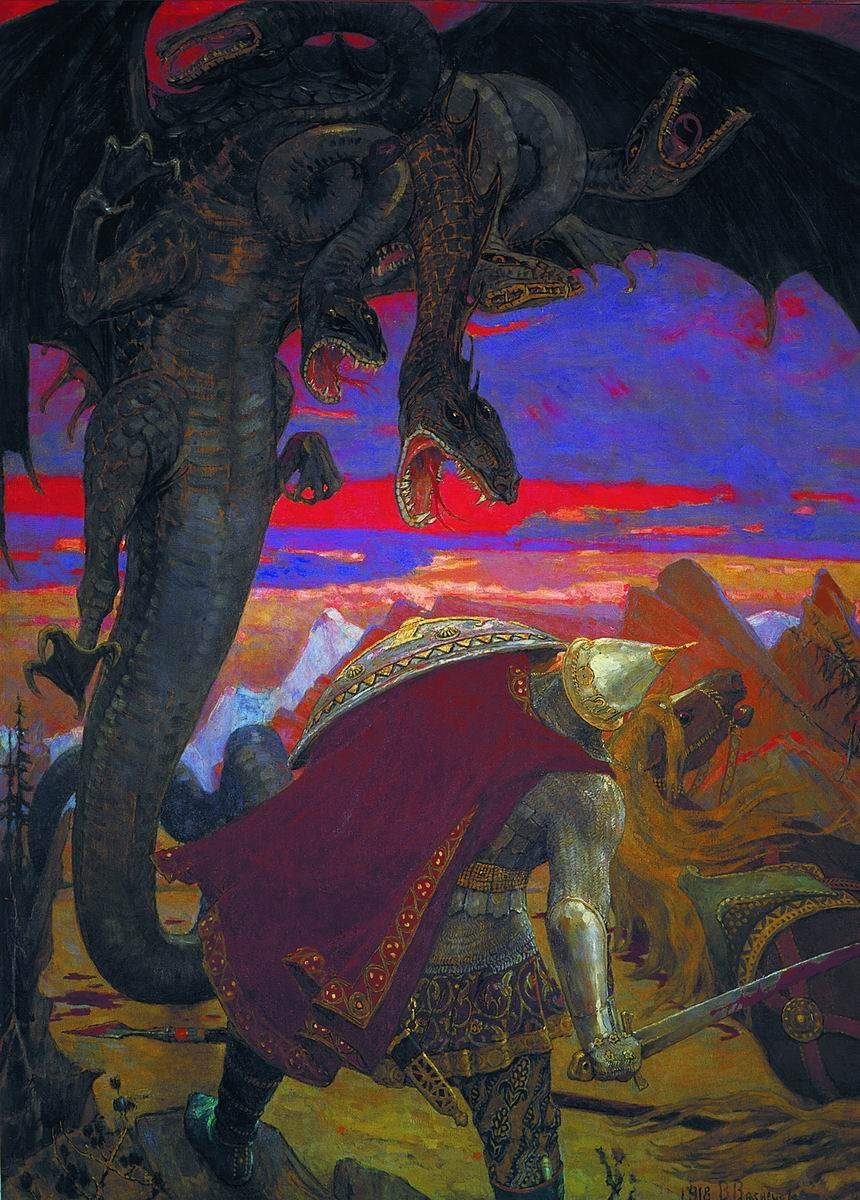
ヴィクトル・ヴァスネツォフ画。ドブルィニャ・ニキーティチと竜ズメイ・ゴルィニチ、1913年-1918年。

以下の梗概は、1871年にアレクサンドル・ギリフェルジングが語り手 P. L. Kalinin から採録した、オロネツ県ポヴェネツキー郡に伝わるバージョンに基づく。
ブィリーナは、ドブルィニャの母親がドブルィニャに、サラセンの山々を避けるように、仔竜を踏みつけないように、ロシアの捕虜たちを助けないように、プチャイ川で水浴びをしないように、と忠告するところから始まる。ドブルィニャは母親に従わず、この四つのことすべてをおこなってしまうこととなる。
ドブルィニャがプチャイ川で水浴びをしていると、十二の体幹を持つ竜（ズメイ・ゴルィニチとする異伝もある）に出くわした。丸腰で絶体絶命の中、ドブルィニャは「ギリシャの帽子」を発見し、それを使って竜を倒した。
この雌竜と思しき竜は、ドブルィニャに命乞いをし、二人は不可侵条約を結んだ。竜はすぐに約束を破り、キエフに飛んでいき、ウラジーミル王子の姪ザバーヴァ・プチャチーチナ (ru:Забава Путятична) をさらった。
ドブルィニャがキエフに到着すると、ウラジーミル王子はドブルィニャに、姪を救出せよ、さもなくば死刑に処す、と命じた。ドブルィニャは母親に、その務めのための馬も槍もないと訴え、家宝の馬ブールクと絹を編んだシェマハ (en:Shemakha) 産の魔法の鞭を授かる。(また、後に明らかになるように、彼は槍も持って行った。）
ドブルィニャは捕虜の一部を救出し、竜の仔を踏みつけたが、そのうちの一匹が馬の脚に噛みつき動けなくしてしまった。ドブルィニャは魔法の鞭を思い出し、それで鞭打つことで馬に活力を取り戻させ、解放された。竜は我が仔の死に怒って現れ、戦わずしてザバーヴァを引き渡すことを拒否した。
ドブルィニャはサラセンの山々で3日間竜と戦った。3日目には諦めて立ち去ろうとしたが、天からの声がもう3時間戦うように告げた。3時間後、ついにドブルィニャは竜を退治した。
竜の血は地中に染み込まず、ドブルィニャは3日間、血の池の中でのたうち回った。やがて、天からの声が槍を地面に突き刺して呪文を唱えるように告げた。血は大地に飲み込まれ、ザバーヴァは救出された。
ドブルィニャは農民であったため、ザバーヴァと結婚することができず、彼女をアリョーシャ・ポポーヴィチに譲った。代わりにドブルィニャは女戦士 (ru:Поленица) のナスターシアと出会い結婚した。

### 日本語訳
ドブルィニャが登場する代表的なブィリーナの日本語訳としては、以下の書籍がある。
- 中村喜和（編訳）『ロシア英雄叙事詩 ブィリーナ』（1992年）
  - 「ドブルィニャとズメイ」「ドブルィニャとアリョーシャ」が、それぞれ「ドブルィニャと翼をもつ大蛇」[15][注釈 4]「ドブルィニャの妻」[18][注釈 5]の章題で訳出されている。平凡社ライブラリー版巻末の沼野充義による解説[21]では、ブィリーナの日本語訳そのものには先駆者が居るが、学問的水準を踏まえつつも「学問的「重装備」で訳文を晦渋にすることなく」「「文学作品」としてブィリーナを提供した」点では日本で初めての偉業であり、その訳文も見事なものである、と高く評価されている[22]。
- 中村喜和（編訳）『ロシア英雄物語』（1994年、平凡社ライブラリー版）
  - 1992年版を改題したものであるが一部のみの収録となっており[23]、「ドブルィニャの妻」[24]は収録されているが「ドブルィニャと翼をもつ蛇」は収録されていない。
- 佐藤靖彦（編訳）『ロシア英雄叙事詩の世界 ブィリーナを楽しむ』（2001年）
  - 「ドブルィニャとズメイ」が、「ドブルイニャ・ニキーチチとドラゴン」[25][注釈 6]の章題で訳出されている。
- 井桁貞敏（編著）『ロシア民衆文学』[27]
- 昇曙夢（編）『世界神話伝説大系 32 ロシアの神話伝説』（1928年初版、1980年改訂版）
  - 「ドブルイニャ・ニキーティチ」[28][注釈 7]の章題で掲載。散文形式で書かれており、「ドブルィニャとズメイ」「ドブルィニャとナスターシア」「ドブルィニャとアリョーシャ」に相当するエピソードがひと繋ぎになっている[注釈 8]。
- ヴィクトル・ガツァーク（編）、渡辺節子（訳）『ロシアの民話 1』（1978年初版、1996年第2版）[注釈 9]
  - 「ドブルイニャ・ニキーチッチとズメイ・ゴルイニチの話」[29][注釈 10]の章題で掲載。散文形式。

## メディア・ポップカルチャー
絵画

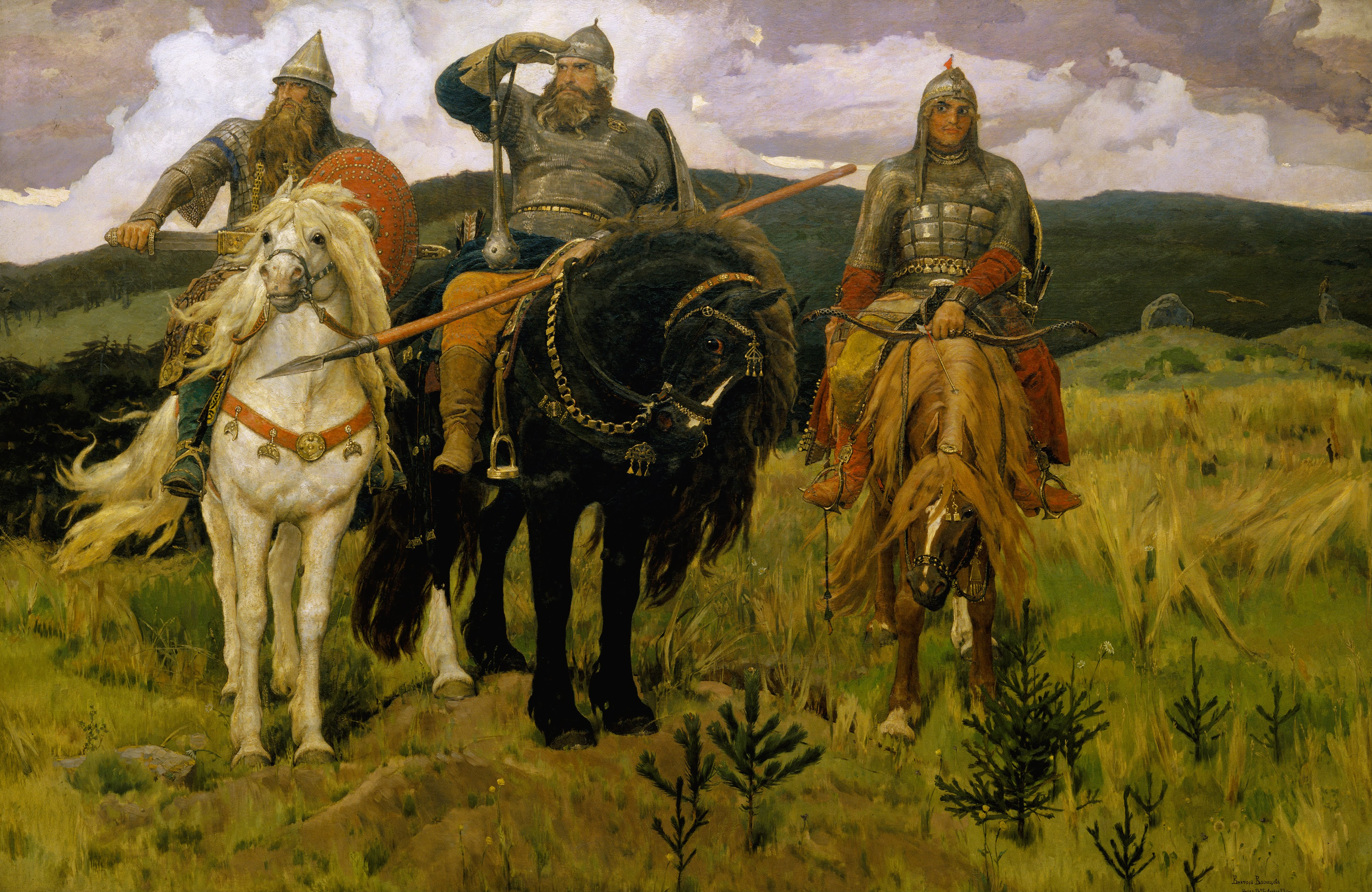
ヴィクトル・ヴァスネツォフの1898年の絵画『勇士たち』。画面向かって左からドブルィニャ・ニキーティチ、イリヤー・ムーロメツ、アリョーシャ・ポポーヴィチらが並ぶ。

- ヴィクトル・ヴァスネツォフの有名な絵『勇士たち』（1898年）は、ドブルィニャ・ニキーティチの仲間である民衆の英雄たち、イリヤー・ムーロメツとアリョーシャ・ポポーヴィチ（英語版）らと共に、彼を取り上げている。

音楽・オペラ
- 『スラブ娘の別れ』（1997年）で言及されている。
- 1901年、作曲家アレクサンドル・グレチャニノフは『ドブルィニャ・ニキーティチ（英語版）』と題したオペラを書いた。

映画・アニメーション
- ≪ILYA MUROMETS AND THE NIGHTINGALE THE ROBBER≫ ≪ILYA MUROMEC I SOLOVEJ-RAZBOJNIK≫ （アニメーション映画） SOYUZMULTFILM （1978年） en:Ivan Aksenchuk監督、en:Michael Volpin脚本
- 2016年、長編アニメーション映画『en:Dobrynya Nikitich and Zmey Gorynych』がこのボガティーリの偉業を取り上げている。
- en:The Three Bogatyrs (Три богатыря) - en:Melnitsa Animation Studio（2004年-）制作のアニメーションシリーズ
- en:The Stronghold (film)（2017年）

文学
- Victor Porotnikov の歴史二部作（Dobrynya Nikitich. For Russian Land!, 2012年; Bloody Christening "with the Fire and the Sword", 2013年）で、偉大な王子ウラジーミル1世の叔父としてドブルィニャ・ニキーティチが登場する[30][31]。
- Vadim Nikolayev の小説 Bogatyr's Armed Force of Monomakh. Rus' in the Fire! （2014年）で、ウラジーミル2世モノマフの軍の一員としてドブルィニャ・ニキーティチが登場する[32]。

ゲーム
- Fate/Grand Order - 2021年12月22日（水）から2021年12月31日（金）にかけてゲーム内で開催された期間限定イベント「非霊長生存圏 ツングースカ・サンクチュアリ」開催に伴ってライダークラスのサーヴァント「ドブルイニャ・ニキチッチ」が登場し、同時開催の聖晶石召喚にて実装された。概ねブィリーナ口承叙事詩における描写や設定を下地としている一方、獣の耳と尻尾など獣人のような特徴を具えた女性の姿となっており、ドブルイニャが騎乗したとされる愛馬は純白の飛竜に、三頭竜「ズメイ・ゴルィニシチェ」を宝具として召喚するなど独自の設定が為されている[33]。

その他
- 2015年、ロシア警察は、11月13日のパリの事件に続く襲撃 (2015 Saint-Denis raid) でフランス警察が警察犬のディーゼル（英語版）を失ったことを受け、連帯の印として民衆の英雄ドブルィニャにちなんで名付けた犬をフランス警察に贈った。
- 砕氷船ドブルィニャ・ニキーティチ（1916年）、および後の砕氷船の艦級が、ドブルィニャにちなんで名付けられた。